# Coopérative agricole suisse
 (mars 2013).
Si vous disposez d'ouvrages ou d'articles de référence ou si vous connaissez des sites web de qualité traitant du thème abordé ici, merci de compléter l'article en donnant les références utiles à sa vérifiabilité et en les liant à la section « Notes et références ».
Une coopérative agricole suisse  est une coopérative de Suisse ayant pour but de regrouper les produits agricoles après leur récolte, de les stocker, parfois de les conditionner et de les revendre aux consommateurs urbains. La plupart de ces coopératives ont été créées entre la fin du XIXe siècle et le début du XXe siècle.
La plupart des coopératives se regroupèrent dans des fédérations supra régionales, qui jouèrent un rôle de conseil pour les petites coopératives et qui prirent elles aussi une importance économique notable pour le monde agricole, en devenant parfois propriétaires d'entreprises de transformation et de commercialisation (Fédération des coopératives agricoles de Suisse orientale VOLG pour l'Est de la Suisse et la Fédération des coopératives agricoles de Berne et environs VLG pour l'Ouest de la Suisse par exemple). 

## Histoire
En Suisse, comme dans le reste de l'Europe, l'industrialisation au cours du XIXe siècle a contribué à fortement modifier l'économie agricole. Les agriculteurs ont commencé d'une part à de plus en plus dépendre des marchés pour la vente de leurs produits et d'autre part à subir une augmentation des coûts d'exploitation par le développement d'un nouvel outillage pour l'agriculture et par la nécessité d'acquérir de nouveaux produits (produits pour combattre les maladies des plantes et des animaux, engrais, nouvelles semences, nouvelles variétés, ) en vue d'augmenter les rendements. Ces éléments ont conduit à une forte modification des conditions d'exploitation. Les fermes sont devenues plus grande, la question de la vente des produits, de leur conditionnement sont devenus plus importants, de même que la question de l'achat des engrais, de l'outillage et des produits pour combattre les maladies. 
En Suisse, les agriculteurs, poussés par ces nouveaux besoins et par la crise des années 1880 (le développement des transports, en particulier des chemins de fer, modifient les possibilités d'approvisionnement - les consommateurs urbains ne dépendent plus d'un seul marché agricole local), se sont réunis en coopératives agricoles. Les buts de ces coopératives pouvaient variés, il s'agissait principalement de regrouper les produits après la récolte afin d'assurer le stockage, le conditionnement - parfois la transformation - et la commercialisation vers le consommateur final. À titre d'exemple on peut citer des coopératives qui se sont occupées, après la récolte, de stocker, de transformer et de distribuer le lait, les fruits, les grains et la viande. D'autres coopératives se sont concentrées sur l'amélioration de l'élevage (concours bovins afin de repérer les meilleurs spécimens et de les sélectionner pour la reproduction). D'autres coopératives avaient pour but de fournir d'assurer l'achat de machines, d'engrais, de produits chimiques pour combattre les maladies. Et certaines se donnèrent des buts sociaux (assurances, créer de l'épargne). De nombreuses coopératives eurent plusieurs des activités citées. 

### Débuts du mouvement coopératif agricole
En Suisse, le mouvement coopératif est très ancien, car il y avait une "tradition communautaire d'exploitation des forêts ou des alpages et aux consortages, types de coopératives des régions de montagne qui, au cours du XIXe s., s'étaient étendues à la plaine sous forme de sociétés de laiterie et de fruitières (Communauté). Il existait vers la fin du XIXe s. quelque 2000 associations de ce genre, bientôt regroupées en de puissantes fédérations. Des coopératives d'élevage apparurent aussi dans les années 1890, puis au tournant du siècle des coopératives de crédit (caisses Raiffeisen.
Mais les coopératives modernes remontent aux années 1870/1880 et sont fondées sur les idées de Friedrich Wilhelm Raiffeisen et Hermann Schulze-Delitzsch. Leur principal développement a lieu en 1880 et 1914 et c'est à cette époque qu'elles se regroupent en fédérations.

### Principales coopératives agricoles
Selon Werner Baumann, « la première coopérative agricole moderne fut fondée en 1874 par Conrad Schenkel à Elsau dans le canton de Zurich. Elle donna naissance en 1886 à la fédération des coopératives agricoles de Suisse orientale (Verband Ostschweizerischer Landwirtschaftlicher Genossenschaften, VOLG), que l'on considère comme le pionnier des fédérations agricoles et qui renforça considérablement les coopératives locales. »
On peut aussi citer la Fédération des coopératives agricoles de Berne et environs (Verband Landwirtschaftlicher Genossenschaften von Bern und benachbarte Gebiete), longtemps connue sous l'acronyme allemand VLG ou VLG Bern.

## Coopératives agricoles suisses auXXIesiècle
Au début du XXIe siècle, les coopératives agricoles suisses représentent des acteurs importants pour le monde agricole Suisse. De grandes fédérations de coopératives sont propriétaires d'entreprises commerciales importantes, dans la distribution de produits aux agriculteurs et vers les clients privés (Magasins Landi, VisàVis) et dans la transformation de produits agricoles (produits laitiers, jus de fruits, vins, etc.).
Ces entreprises se sont spécialisées dans de nombreuses activités, ainsi Fenaco est active dans la production de nourriture pour animaux soit pour les particuliers (chats, chiens), que pour les animaux d'élevage (fourrages pour les vaches laitières, les taureaux d'élevage, les poules, les lapins, etc.). Fenaco dispose aussi de magasins, avec Landi, de vente de matériel pour les agriculteurs, mais aussi pour tous les consommateurs qui peuvent s'y approvisionner en matériel de jardinage, de bricolage, habits de travail, alimentation. Cette même coopérative dispose aussi d'une chaîne de magasins de proximité, VisàVis, elle n'est pas propriétaire de ces magasins, des commerçants indépendants en sont les propriétaires, mais elle les ravitaille. Elle est aussi propriétaire d'une société de transport et de société de transformation de produits laitiers et de fruits.